# Complexo de inferioridade
Um complexo de inferioridade, nos campos da psicologia e da psicanálise, é o sentimento de que uma pessoa é inferior a outra, de alguma forma. Tal sentimento pode emergir de uma inferioridade imaginada por parte da pessoa afligida. É, frequentemente, inconsciente, e pensa-se que leva os indivíduos atingidos à supercompensação, o que resulta em realizações espetaculares, comportamento antissocial, ou ambos. Diferentemente de um sentimento normal de inferioridade, que pode atuar como um incentivo para o progresso pessoal, um complexo de inferioridade é um estágio avançado de desalento, frequentemente resultando numa fuga das dificuldades.

## Conceituação
Os trabalhos pioneiros neste campo foram realizados por Alfred Adler (1917), que usou o exemplo do complexo de Napoleão para ilustrar sua teoria. Alguns sociólogos propuseram que um complexo de inferioridade pode também existir num nível mais amplo, afetando culturas inteiras. Esta teoria controversa é conhecida como inferioridade cultural.
A psicologia adleriana clássica faz uma distinção entre os sentimentos de inferioridade primário e secundário. Diz-se que um sentimento de inferioridade primário está enraizado na experiência original de fraqueza, desamparo, e dependência experimentadas por uma criança pequena. Ela pode ser intensificada por comparações com outros irmãos e adultos. Um sentimento de inferioridade secundário relaciona-se às experiências de um adulto em atingir um objetivo final inconsciente, fictício, de segurança e sucesso subjetivos para compensar-se por sentimentos de inferioridade. A distância percebida daquele objetivo levará a um sentimento "negativo" que pode então instigar o sentimento de inferioridade original; este composto de sentimentos de inferioridade pode ser experimentado como acabrunhante. O objetivo inventado para remediar o sentimento de inferioridade primário original, que realmente provoca o sentimento de inferioridade secundário é o "Ardil 22 (lógica)" deste dilema. Este círculo vicioso é comum em modos de vida neuróticos.

## Causas
1. Por nascimento – todo ser humano nasce com sentimentos de inferioridade porque aquando de seu nascimento, é dependente do que para ele são super-humanos ao seu redor;
2. Atitudes dos pais – 1-comentários negativos e avaliações de comportamento que enfatizem erros e lapsos determinam a atitudes de crianças até os seis anos de idade; 2-comparação que os pais fazem dos seus filhos com outras pessoas, geralmente, enfatizando que seus filhos são errados, enquanto que os outros são certos em determinada coisa;
3. Defeitos físicos – tais como ser manco, características faciais desproporcionais, defeitos da fala e visão defeituosa causam reações emocionais e se conectam a experiências desagradáveis anteriores;
4. Limitações mentais – provoca sentimentos de inferioridade quando comparações desfavoráveis são feitas com as realizações superiores de outrem, e quando performance satisfatória é esperada, mesmo quando as instruções não possam ser compreendidas;
5. Preconceitos e desvantagens sociais – família, raça alegada, sexo, orientação sexual, status econômico e religião.

Observe-se que não há uma causa única e sim uma confluência de fatores, um defeito físico menor, a exemplo do nanismo pode ser agravado numa dada conjuntura social desfavorável, que se some à desorganização dos papéis representados no ambiente familiar, uma mãe dominadora (superprotetora) ou pai omisso por exemplo. Segundo Adler o sentimento de inferioridade faz nascer um desejo compensatório de superioridade, de dominação e de poder que tanto pode conduzir a alguma forma de sucesso pessoal, ou traduzir-se em desejos hostis e antisociais que caracterizam a neurose.
Na leitura e interpretação que Vigotski fez do trabalho de Adler, o princípio reorientador que permite a elaboração da compensação não é a natureza individual, mas a natureza social do desenvolvimento humano. A felicidade ou infelicidade do ser humano está no drama vivido nas relações sociais e nas diversas posições nelas ocupadas, como constitutivo da (dinâmica da) personalidade, um defeito físico pode ser percebido como uma condição incapacitante ou minimizado a partir da conjuntura histórico-social do ambiente em que o indívíduo lesionado se encontre.

## Manifestação
Este sentimento pode se manifestar das seguintes formas:
1. Recuo – desistência de contatos sociais;
2. Agressão – busca excessiva de atenção, crítica alheia, obediência excessivamente obsequiosa e preocupação. Os sinais e sintomas do complexo de inferioridade devem e tem que observar se a pessoa apresenta os seguintes comportamentos:
  - Evita qualquer tipo de competição;
  - Tem muita dificuldade para tomar decisões;
  - Parece ser bastante influenciável!
  - Sente inveja e desmerece as conquistas dos outros;
  - Está sempre em busca de atenção;
  - Se mostra muito sensível a críticas;
  - Tem dificuldade de internalizar elogios;
  - Apresenta comportamento submisso ou dependente;
  - Geralmente, interpreta contratempos rotineiros (como uma mensagem que demora a ser respondida, um compromisso desmarcado, comentários mal-humorados…) como prova de rejeição;
  - Se esquiva de situações que pressupõem convívio social;
  - Demonstra tendências a insolamento;
  - Costuma buscar perfeccionismo em tudo que faz — o que pode aparecer, também, em forma de tendência à procrastinação;
  - Expressa sentimentos de vitimização (transfere a culpa para outros, se coloca como vítima e digna de “pena”);
  - Tem medo de tentar coisas novas;
  - Frequentemente, aponta falhas e defeitos de outras pessoas e demonstrar irritabilidade em várias situações;
  - Tem extrema preocupação com a opinião alheia;
  - Coloca as próprias necessidades em último lugar;
  - Se compara com os outros e, por vezes, tenta “copiá-los”;
  - Alimenta sentimentos de culpa e vergonha;
  - Atrela seu bem-estar e autoestima ao reconhecimento, validação e apreciação alheios.

## Lidando com o complexo de inferioridade
Pode-se seguir a seguinte estratégia para lidar com o complexo de inferioridade, porém na maioria das vezes tem que procurar um psicólogo:
1. Consciência – trazer o complexo ao nível consciente;
2. Superar – superar a incapacidade.

## Na cultura popular
- No filme A Hard Day's Night de 1964, Ringo comenta com o George Harrison, sobre o avô do Paul McCartney não gostar do Ringo, por ele ser baixo e o George comenta, "You've got an inferiority complex, you have" ("você tem um complexo de inferioridade, você tem"), ao que Ringo Starr retruca, "Yeah, I know, that's why I play the drums - it's me active compensatory factor" ("É, eu sei, é por isso que toco bateria - é o meu fator ativo de compensação").
- Em The Catcher in the Rye de J. D. Salinger, Sally Hayes, amiga de Holden, menciona que os rapazes que Holden considera esnobes e rudes, têm um complexo de inferioridade.
- Em várias obras Charlie Brown, dono do Snoopy, é considerado portador do Complexo de Inferioridade, às vezes considerado como "símbolo" desse complexo.
- No romance Eragon o personagem Murtagh é freqüentemente descrito como tendo um complexo de inferioridade.
- No anime de sucesso Death Note, Mello, o sucessor mais velho de L, alimenta o complexo de inferioridade originado por ser o segundo melhor na linha de sucessão de L, atrás apenas de Near. Devido a este sentimento, que define o seu caráter, Mello beira a obsessão tomando quaisquer meios necessários para alcançar seus objetivos, beirando a imoralidade.
- No anime Dragon Ball o personagem Vegeta tem complexo de inferioridade e superioridade.
- No anime Boku no Hero Academia o personagem Katsuki Bakugou tem complexo de inferioridade e superioridade.